# Средњобугарски језик
Средњобугарски језик је период у развоју бугарске књижевности и књижевног језика, почев од почетка 13. века и траје све до краја 16. века. Кроз 13. век књижевна бугарска норма била је рашко писмо.
Ово је зрело раздобље у развоју старословенског језика /неки лингвисти не раздвајају овај књижевни период сами, већ га прихватају као део старог/ и повезани су са:
1. Друго бугарско царство
2. Исихазам
3. Атонска или Светогорска редакција из друге четвртине 14. века, који је у суштини нови превод (древне) грчке и верске литературе (Атонска редакција старословенског језика)
4. Књижевнојезичка реформа Јевтимија Трновског

У овом касном и суштински неокласицистичком старобугарском језику постоје три врсте литературе:
1. Трновски књижевни језик
2. Рашки језик ("западнобугарски", заправо српски)
3. Влашко-Молдавска редакција, познатија данас на политичко-тацном језику — старорумунски језик [1]

## Развој
Касни средњобугарски књижевни језик постепено је нестао у 17. веку, а већ у 18. веку просветитељство је у Дамаскину замењен језиком на популарној основи - говорним.
Црквенословенски језик остаје само за верску употребу. Католичка пропаганда у бугарским земљама у такозваном илирском језику такође доприноси језичком развоју, изградњи и формирању новобугарског језика на аналитичкој основи.
Новобугарски језик настао је у другој половини 18. века и почетком 19. века. У то време Јозеф Добровски није разликовао бугарски од словеносрпски  док Вук Караџић не интервенише како би је укључио као Додатак к Санктпетербургским сравнитељним рјечницима свију језика и нарјечија с особитим огледима бугарског језика.